# Ферол
 Тази статия е за града в Испания.  За комарката вижте Ферол (комарка).  
Ферол (на испански: Ferrol) е град в Испания и се намира в провинция Ла Коруня, част от автономна област Галисия. Градът заема площ от 81,9 км2 и има население от 75 181 души (2007). Намира се на разстоянието от 52 км. до центъра на провинцията.
Разположен е на брега на Атлантическия океан. Ферол е основен център на корабостроенето в Испания и разполага с военноморска база.